# Osvaldo De Paolini
Osvaldo De Paolini (Cremona, 20 dicembre 1950) è un giornalista italiano, è stato caporedattore centrale de «Il Sole 24 Ore», condirettore di «Mondo Economico», direttore di «Gente Money», vicedirettore vicario de «Il Messaggero», direttore di «Finanza & Mercati» e direttore di «MF Milano Finanza» dal 2007 al 2012. Dal 7 settembre 2023 è vicedirettore de «Il Giornale.

## Biografia
Nel 1976 inizia l’attività giornalistica a «Il Mondo»; dopo pochi mesi si trasferisce nella redazione economica di «Panorama».

## Carriera

### Carriera giornalistica
Nel giugno 1978 è assunto da «Il Sole 24 Ore» dove ricopre varie cariche fino al grado di caporedattore centrale. Nel 1988, da caporedattore con responsabilità dell’area finanza, tiene a battesimo il dorso «Finanza & Mercati» che consentirà a «Il Sole 24 Ore» di diventare, a pieno titolo, punto di riferimento per il settore più profittevole della comunicazione economica.
Nel 1994 diventa condirettore del settimanale «Mondo Economico», periodico facente capo a Confindustria. Nel 1996 è direttore di «Gente Money», il mensile economico del gruppo Rusconi Editore.
Nell’agosto del 1997 diventa vicedirettore unico de «Il Giornale» guidato da Vittorio Feltri dove resterà fino al 2001.
Nel marzo 2007 diviene direttore del quotidiano «MF Milano Finanza» fino al 2012.
Nel 2012 approda a «Il Messaggero» dove ricopre l’incarico di vicedirettore vicario fino al 6 giugno 2023. Dopo le dimissioni dal quotidiano romano, il 7 settembre dello stesso anno ritorna a «Il Giornale» da vicedirettore.

### Carriera editrice
Nel 2001 fonda la propria casa editrice Editori PerlaFinanza e, in quanto depositario del marchio, fonda il quotidiano «Finanza & Mercati» (omologo del dorso finanziario de «Il Sole 24 Ore»). Nel febbraio 2007 lascia Editori PerlaFinanza a causa di dissensi con gli altri soci.

## Premi e riconoscimenti
Nel 1991 riceve il riconoscimento speciale miglior giornalista economico Premio Ischia

## Opere
- Carlo Batasin, Osvaldo De Paolini, Crack in borsa. Ottobre 1987: storia di un crollo pilotato che ha tradito l'economia mondiale, EDIZIONI SOLE 24 ORE, 1987